# Gianluca Ferraris
Gianluca Ferraris (* 29. November 1976 in Genua; † 14. März 2022 in Mailand) war ein italienischer Schriftsteller, Kolumnist und Medienwissenschaftler.
Er studierte Politikwissenschaften und erwarb einen Master in Journalismus in Mailand. Er arbeitete für Panorama, Chi, Economy und Quarto Grado (Rete 4).

## Werke (Auswahl)
- Le cellule della speranza (Sperling & Kupfer), 2011
- Gioco sporco (Baldini e Castoldi), 2011
- Pallone criminale (Ponte alle Grazie), 2012
- Singapore Connection (Informant), 2013
- A Milano nessuno è innocente (Novecento), 2015